# Hardington Mandeville
Hardington Mandeville is een civil parish in het bestuurlijke gebied South Somerset, in het Engelse graafschap Somerset met 585 inwoners.